# Praravinia triflora
Praravinia triflora är en måreväxtart som först beskrevs av Eduardo Quisumbing y Argüelles och Elmer Drew Merrill, och fick sitt nu gällande namn av Cornelis Eliza Bertus Bremekamp. Praravinia triflora ingår i släktet Praravinia och familjen måreväxter. Inga underarter finns listade i Catalogue of Life.